# Вижека
Вижека (пол. Wyrzeka, нім. Wirsen) — село в Польщі, у гміні Сьрем Сьремського повіту Великопольського воєводства.
Населення — 423 особи (2011).
У 1975-1998 роках село належало до Познанського воєводства.

## Демографія
Демографічна структура станом на 31 березня 2011 року:
|          | Загалом | Допрацездатний вік | Працездатний вік | Постпрацездатний вік |
| -------- | ------- | ------------------ | ---------------- | -------------------- |
| Чоловіки | 210     | 45                 | 149              | 16                   |
| Жінки    | 213     | 42                 | 139              | 32                   |
| Разом    | 423     | 87                 | 288              | 48                   |